# Hypodynerus tarabucensis
Hypodynerus tarabucensis är en stekelart som först beskrevs av Henri Saussure 1856.  Hypodynerus tarabucensis ingår i släktet Hypodynerus och familjen Eumenidae. Inga underarter finns listade i Catalogue of Life.